# Emilio Ramírez Valiente
Emilio Ramírez Valiente (Murcia, 1878 - Sevilla, 1956) fue un compositor, pianista y director de coro español del siglo XX

## Biografía
Nació en Murcia en 1878. Estudió en Madrid la carrera de magisterio, tras la cual comienza a asistir a las clases del Real Conservatorio, ambas sin el apoyo de sus padres. Tras obtener unas buenas calificaciones en el conservatorio, su padre acepta los deseos de Emilio de dedicarse a la música. Tal es, que obtiene un Primer Premio de Composición.
En 1908 estrena en el Teatro Romea de Murcia su zarzuela Fuensanta, con libreto de Martínez Tornel.  Tendría que dejar su ciudad natal para trasladarse a Sevilla y ser profesor en su Conservatorio, pero los lazos con su ciudad persistirían, y compone su Himno a Murcia, con letra de Pedro Jara Carrillo. En 1910 da a conocer su nueva zarzuela La voz de la sangre. Ramírez fija su residencia en Murcia y es nombrado Pianista Oficial del Casino de esta ciudad. En 1918 es uno de los fundadores del Conservatorio de Música y Declamación murciano, en donde fue profesor de Solfeo y Armonía.
En 1923 Ramírez estrena también en el Teatro Romea de Murcia su zarzuela Nazareno Colorao, en la que intervienen otros artistas, el inspirador de la obra, el pintor Inocencio Medina y José María Sobejano. La obra es totalmente costumbrista ya que, los sones de Ramírez, siempre hacen referencia a la cultura local. Además de componer obras para orquesta, como ya hicieran otros músicos murcianos, procura recuperar viejas y tradicionales canciones, así, en 1942 la Diputación Provincial le concede un premio de música por su compendio Del folklore murciano. También destacaría su entusiasmo por componer canciones para niños, con letras de afamados poetas y concentrarlas en un volumen, Las canciones de mi escuela. Es autor asimismo del Himno a Murcia. 
Pero, sin duda, su obra más apreciada e interpretada por casi todos los coros de la Región de Murcia es Cuadros murcianos, una obra orquestal dividida en tres movimientos inspirados netamente en las costumbres murcianas. Los movimientos son "Romería de la Fuensanta", "Nocturno huertano" y "Parranda". Estrenada en 1921 en el Teatro Romea, en un acto organizado por el Círculo de Bellas Artes, una “Fiesta Regional” cuyos ingresos se destinaron al homenaje a Selgas en el centenario de su nacimiento. Fueron estrenado por una masa coral de alumnos del conservatorio con el propio Ramírez a la dirección. Un año después se estrenó con orquesta en otro homenaje al mismo autor.
La obra es un tríptico de escenas costumbristas murcianas donde cada una de ellas va acompañada de un texto escrito expresamente a manera de guion literario. La parte musical dibuja y perfila sonoramente las melodías populares más apropiadas a cada una de las situaciones, con temas y canciones populares, en su mayoría obtenidas del cancionero de José Verdú. Según palabras del propio compositor, en un discurso dado el día del estreno en el Teatro Romea, "he trabajado mucho para despertar el alma murciana, bastante tiempo dormida” Termina diciendo: “mis mejores horas las pasé en nuestra hermosa huerta con lápiz y papel en la mano haciendo música murciana”.
Murió en Sevilla en 1956.

## Obras destacadas
- Fuensanta (1908. Zarzuela)
- La voz de la sangre (1910. Zarzuela)
- Cuadros murcianos (1921)
- Nazareno Colorao (1923. Zarzuela)
- Del folklore murciano
- Las canciones de mi escuela
- Himno a Murcia